# Mesembryanthemum
Mesembryanthemum ist eine Pflanzengattung aus der Familie der Mittagsblumengewächse (Aizoaceae).

## Beschreibung
Die Arten der Gattung Mesembryanthemum sind aufliegende, niederliegende oder aufrechte krautige Pflanzen mit faserigen Wurzeln. Sie sind meist einjährig und werden manchmal sehr groß. Die Internodien sind krautig, drehrund, winklig oder geflügelt. Ihre flachen, zylindrischen bis leicht rinnenförmigen Laubblätter sind fast gestutzt oder fast rund. Sie sitzen kreuzgegenständig und sind an der Basis kurz verwachsen. Bei der Ausbildung des Blütenstandes oder während der Blüte werden sie wechselständig. Flache Blätter enthalten keine, zylindrische Blätter hingegen enthalten vergrößerte, zentrale wasserspeichernde Zellen. Die großen bis stark abgeflachten Blasenzellen sind mesomorph.
Der zymöse Blütenstand erreicht Durchmesser von 10 bis 60 Millimeter. Die fünf Kelchblätter sind mit den blassrosafarbenen, gelben oder weißen Kronblättern zu einer kurzen Röhre verwachsen. Manchmal sind sie jedoch auch frei. Die Kronblätter sind fadenförmig oder schmal lanzettförmig und nur selten stark zurückgebildet. Fadenförmige Staminodien können vorhanden sein oder fehlen. Die Nektarien sind schmal muschelförmig oder röhrenförmig.
Die Klappenflügel der fünffächrigen Kapselfrüchte sind über den Klappen nach unten oder oben gebogen und paarweise miteinander verwachsen. Die Kapselfrüchte enthalten schwarze, braune, gelbe oder weißliche, D-förmige oder dreieckige Samen von 0,5 bis 1 Millimeter Länge.

## Systematik und Verbreitung
Die Gattung Mesembryanthemum ist im Südwesten Angolas, im Südwesten Australiens, auf den Azoren, den Kanarischen Inseln, den Kapverdischen Inseln, im Irak, im Iran, im Mittelmeerraum, in Namibia, im Norden Afrikas, in Palästina, auf St. Helena, in der Türkei, in Kalifornien sowie den südafrikanischen Provinzen Ostkap, Free State, Nordkap und Westkap verbreitet. Die Pflanzen wachsen häufig auf salzigen und meist auf gestörten Böden und entlang von Straßenrändern.
Nach Heidrun Hartmann (2017) umfasst die Gattung Mesembryanthemum folgende Arten:
- Mesembryanthemum excavatum L.Bolus
- Knotenblütige Mittagsblume (Mesembryanthemum nodiflorum L.)
- Mesembryanthemum stenandrum (L.Bolus) L.Bolus
- Mesembryanthemum subtruncatum L.Bolus

Dieses entspricht der 2007 von Cornelia Klak und Mitarbeitern publizierten Mesembryanthemum-nodiflorum-Gruppe.

## Botanische Geschichte
Der Name Mesembryanthemum (Mittagsblumen) wurde 1689 von Jakob Breyne in seinem Werk Prodromus fasciculi rariorum plantarum geprägt und 1732 von Johann Jacob Dillen benutzt. Carl von Linné übernahm ihn 1753 in seinem Werk Species Plantarum. Für die Etymologie des botanischen Namens gibt es zwei Deutungen. Entweder er leitet sich von den griechischen Worten „mesembria“ für Mittag und „anthemon“ für Blüte oder von „mes“ für Mitte und „embryo“ für Samenanlage ab.
Lange Zeit war die Gattung eine Sammelgattung für mehrere hundert Arten. Nicholas Edward Brown erkannte in den 1920er Jahren im Aufbau der Früchte ein gutes morphologisches Merkmal und begann die Großgattung in kleine Gattungen zu unterteilen.

## Nachweise

## Weiterführende Literatur
- Maike Gerbaulet: One or many genera in Mesembryanthemoideae (Aizoaceae)? Discussion of a conflict in genus perception. In: Bradleya. Band 30, 2012, S. 187–198 (doi:10.25223/brad.n30.2012.a23).
- Cornelia Klak, Peter V. Bruyns: A new infrageneric classification for Mesembryanthemum (Aizoaceae: Mesembryanthemoideae). In Bothalia. Band 43, Nummer 2, 2013, S. 197–206 (PDF).
- Cornelia Klak, Pavel Hanáček, Peter V. Bruyns: Phylogeny and taxonomy for Mesembryanthemum subg. Volkeranthus (Aizoaceae-Mesembryanthemoideae). In: South African Journal of Botany. Band 95, 2014, S. 112–122 (doi:10.1016/j.sajb.2014.08.006)
- Sigrid Liede-Schumann, Heidrun E. K. Hartmann: Mesembryanthemum—back to the roots? In: Taxon. Band 58, Nummer 2, 2009, S. 345–346 (doi:10.1002/tax.582001).